# Solesmes (Sarthe)
Solesmes település Franciaországban, Sarthe megyében. Lakosainak száma 1229 fő (2022. január 1.). Solesmes Juigné-sur-Sarthe, Avoise, Parcé-sur-Sarthe, Sablé-sur-Sarthe, Vion és Pincé községekkel határos.

## Népesség
A település népessége az elmúlt években az alábbi módon változott:
| Lakosok száma | 1273 | 1211 | 1258 | 1198 | 1206 | 1214 | 1212 | 1221 | 1229 |
|               | 2013 | 2015 | 2016 | 2017 | 2018 | 2019 | 2020 | 2021 | 2022 |